# 400 kilovoltlinien Asnæsværket - Hovegård
400 kilovoltlinien Asnæsværket - Hovegård er en film instrueret af Jørgen Roos.

## Handling
NESA, NVE og SEAS har produceret denne film om bygningen af 400 kilovoltlinien tværs over Sjælland fra Asnæsværket ved Kalundborg til Hovegård vest for København. Det sjællandske højspændingsnet var under etablering i fire år, og filmen følger og redegør for det omfattende arbejde, der bl.a. indebar en hensyntagen til landskab, terrænforhold, vejrlig og transportforhold.